# Niebla cedrosensis
Niebla cedrosensis är en lavart som beskrevs av J. E. Marsh & T. H. Nash. Niebla cedrosensis ingår i släktet Niebla och familjen Ramalinaceae.   Inga underarter finns listade i Catalogue of Life.